# コスター-クローニッヒ遷移
コスター-クローニッヒ遷移（コスタークローニッヒせんい）とは、オージェ遷移の特別な場合で、内殻ではなく中間殻の空孔が同じ電子殻の電子によって埋められ、同時に外殻電子が放出される過程のことである。
さらに放出される電子（オージェ電子）が同じ殻に属していた場合は、超コスター-クローニッヒ遷移（ちょうコスタークローニッヒせんい）と呼ばれる。
コスター-クローニッヒ遷移の名は、物理学者のディルク・コスターとラルフ・クローニッヒに由来する。